# Bitva u Custozy (1866)
Bitva u Custozy byla rozhodující pozemní střetnutí Třetí italské války za nezávislost. 24. června 1866 v pahorkatině u severoitalské Custozy porazila rakouská Jižní armáda arcivévody Albrechta Rakousko-Těšínského italskou Mincijskou armádu, které velel generál Alfonso Ferrero La Marmora.
Rakouské vítězství vytlačilo italské síly z Benátska a tím zabránilo jejich dalšímu postupu směrem do rakouského týlu. Italská armáda byla natolik ochromená, že mohla být větší část rakouských sil přesunuta na bojiště Prusko-rakouské války. Vítězství u Custozy a námořní vítězství u ostrova Vis zajistilo Rakousku po podepsání příměří přece jen o něco lepší vyjednávací pozici.

## Předehra

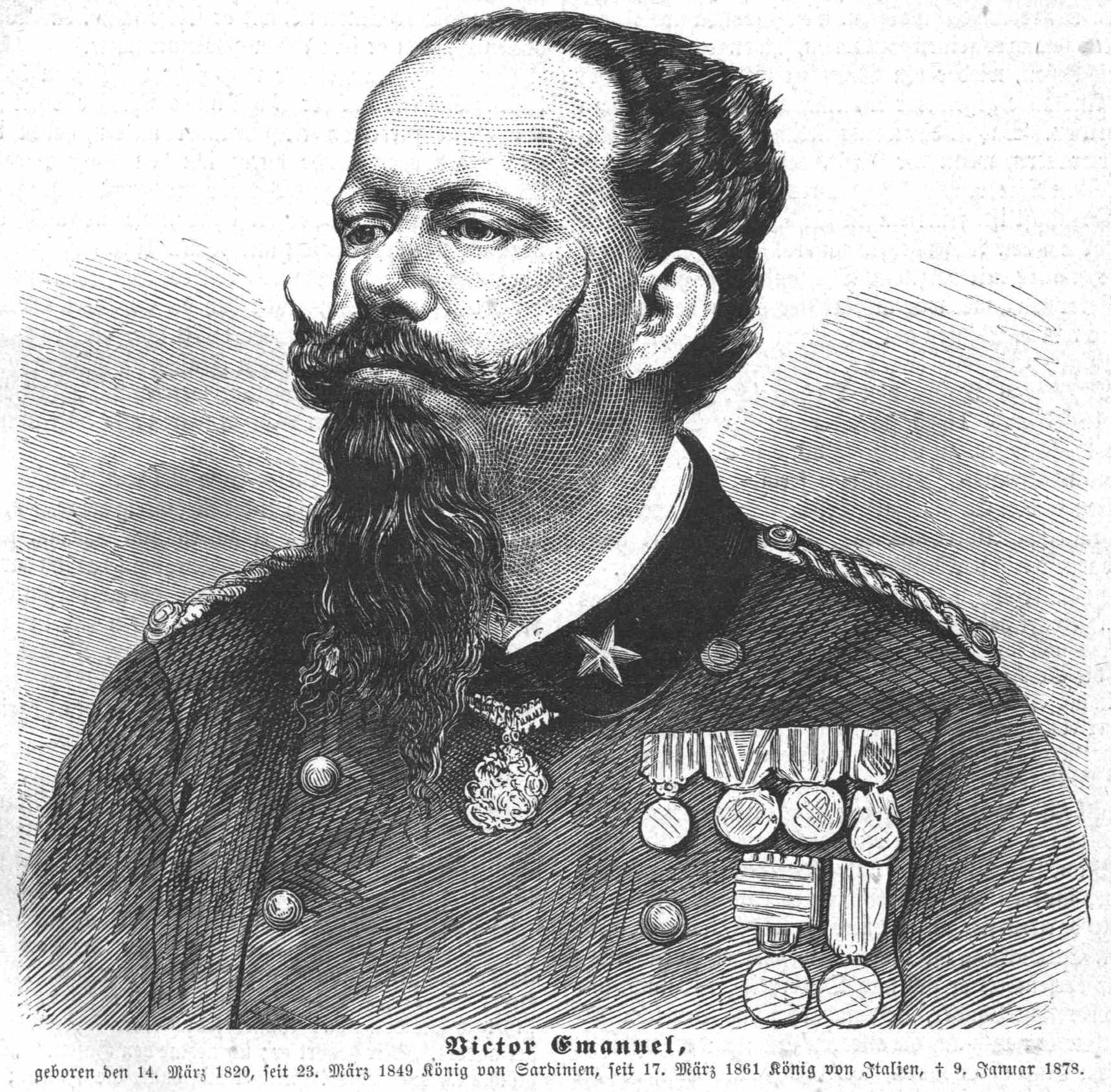
Italský král Viktor Emanuel II.

Zhoršující se vztahy mezi Rakouským císařstvím a Pruským královstvím směřovaly k válce. Mladé Italské království se rozhodlo využít případného konfliktu k útoku na Rakousko. Italové si dělali nárok rakouská území Benátsko, Tridentsko, Jižní Tyrolsko, Terst a Dalmácii. 8. dubna 1866 podepsala Itálie a Prusko vojenský pakt. Ovšem už v březnu nařídil král Viktor Emanuel II. v Itálii skrytou mobilizaci. V květnu a začátkem června probíhaly přípravy plánů pro nadcházející tažení. Plánování se účastnili i pruští vojenští poradci, kteří měli dohlédnout na synchronizaci akcí na severním a jižním bojišti.
Rakousko si dobře uvědomovalo reálnou hrozbu boje na dvou frontách a pokusilo se tomu zabránit. 12. června podepsali ve Vídni zmocněnci císaře Františka Josefa I. a císaře Napoleona III. dohodu, podle které předá Rakousko Benátsko do správy Francie a Napoleon III. je následně postoupí Itálii. Rakousko doufalo, že tímto krokem učiní italskou účast ve válce zbytečnou. Ovšem Itálie se nehodlala spokojit se ziskem „pouhého“ Benátska a navíc považovala válku s Rakouskem za věc osobní cti.

## Přípravy

### Italské

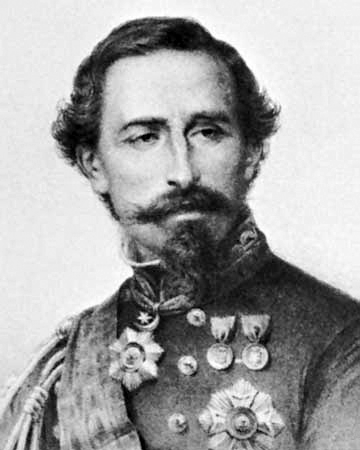
Alfonso Ferrero La Marmora

Italskému velení se v nabízely dvě možnosti jak zaútočit a Italové si poněkud nešťastně vybrali obě. Jejich armáda o celkové síle asi 220 000 mužů byla rozdělena na dvě samostatná vojska. První tzv. Mincijskou armádu vedl náčelník generálního štábu Alfonso Ferraro La Marmora. Měla asi 120 000 mužů a doprovázel ji král Victor Emanuel II.. Plán pro nasazení počítal s jejím soustředěním v oblasti Piacenza, Cremona, Lodi. Skládala se ze tří armádních sborů (I., II. a III.) a Řadové jezdecké divize. Byl jí přisouzen hlavní operační směr, kdy měla překročit řeku Mincio, vstoupit do rakouského pevnostního čtyřúhelníku (Quadrilatero) a někde na řece Adiži svést bitvu s rakouskou Jižní armádou. Zbytek italských sil byl soustředěn v samostatném Cialdiniho IV. sboru, který byl soustředěn v prostoru Bologna - Ferrara a měl po zahájení nepřátelství překročit dolní tok Pádu, obejít zleva rakouské pevnosti a přerušit spojení Rakušanů s Tyrolskem. Rozdělení armády a vytyčení dvou rozdílných směrů patrně pramenilo ze vzájemné nevraživosti velících italských generálů. U pruských poradců byla tato strategie vnímána se silnými rozpaky.
20. června bylo Rakušanům doručeno vyhlášení války (respektive vypovězení příměří, protože po válce 1859 nebyla podepsána mírová smlouva) s tím, že nepřátelství vypukne za tři dny. 23. června ráno začaly italské sbory hlavní armády překračovat řeku Mincio.

### Rakouské

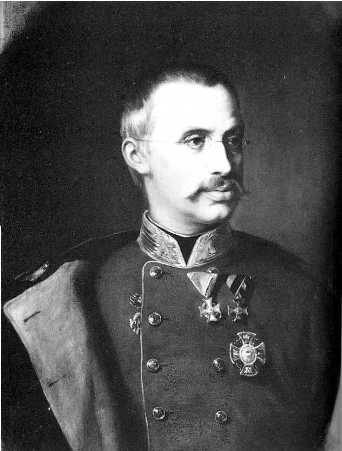
Arcivévoda Albrecht Rakousko-Těšínský

Rakouská strana shromáždila v Benátsku asi 75 000 mužů rozdělených do tří armádních sborů (V., VII. a IX.). Císařská dvorní rada počítala s tím, že Jižní armáda zaujme obranu v pevnostním čtyřúhelníku a bude blokovat postup Italů na Tyrolsko. Do čela armády byl postaven arcivévoda Albrecht a jako náčelník štábu mu byl přidělen generálmajor Franz von John. Tato dvojice rychle opustila defenzivní strategii a naopak se rozhodla při prvním pohybu italských vojsk zaútočit. Albrecht vycházel ze zpráv svých agentů a správně předpokládal, že úder provede Mincijská armáda a svoji strategii tomu přizpůsobil.
Už 14. června se Jižní armáda soustředila za řekou Adiží, což Italy jenom utvrdilo v tom, že protivník vyklízí prostor mezi řekami Mincio a Adiže. Ovšem ústup za Adiži byl jenom klamným manévrem. Ihned po vyhlášení nepřátelství byly rakouským sborovým velitelům vydány rozkazy k pochodu na budoucí bojiště. Albrechtův plán počítal s tím, že 22. června vyrazí celá armáda na pochod, projde Veronou, 23. června zaujme postavení severně od Italů překračujících řeku Mincio a 24. června jim vpadne do levého boku. Utajený přesun se i přes úmorné vedro italského léta zdařil až překvapivě snadno a většina jednotek Jižní armády dosáhla nástupního prostoru pro bitvu už 23. června dopoledne.

## Bitva

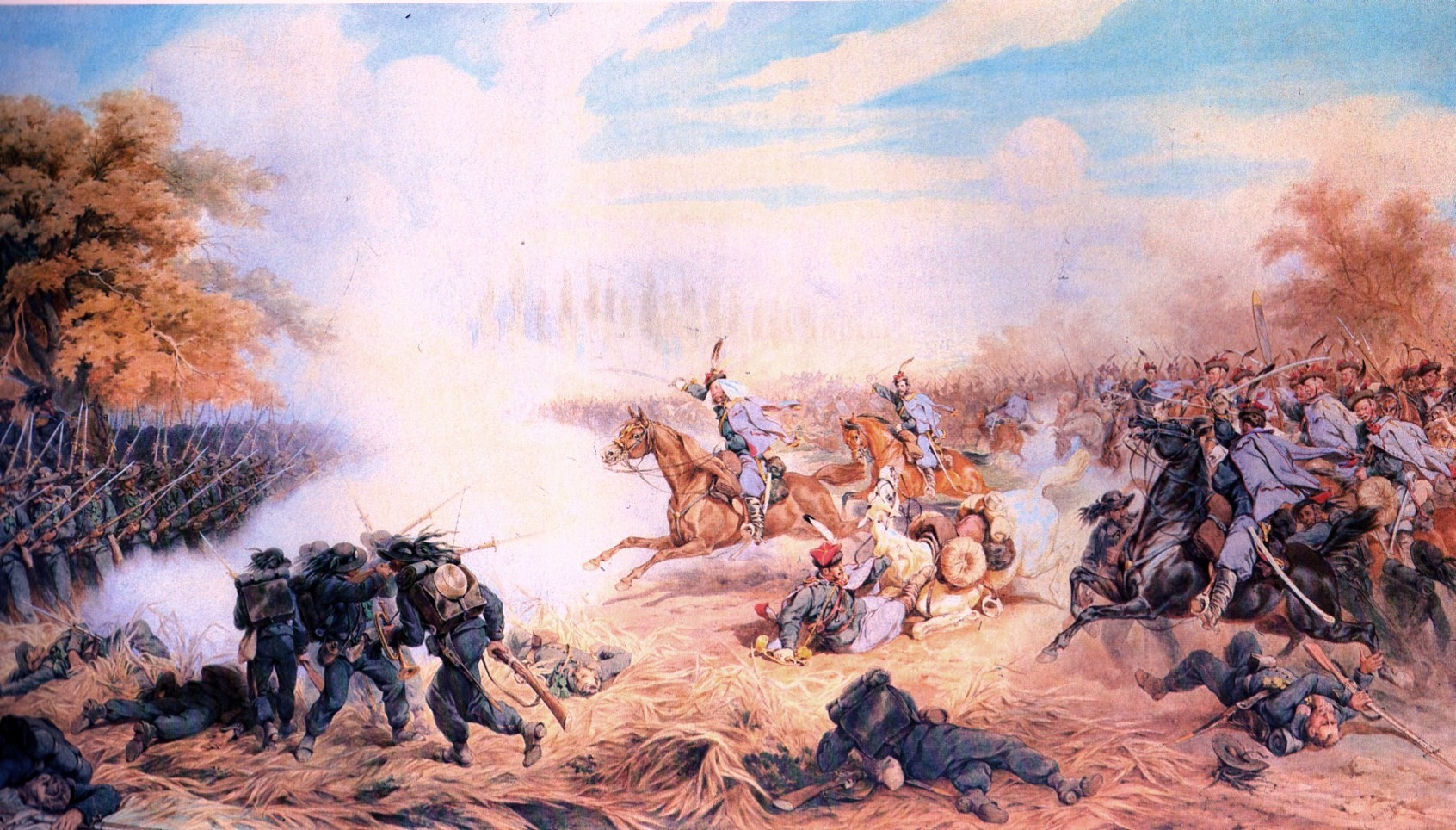
Útok hulánského pluku Trani č. 13

Italské jednotky začaly překračovat Mincio už 23. června a za rozbřesku příštího dne v něm pokračovaly. Sestava byla zleva doprava následující: I. sbor generála Duranda (pěší divize 1, 2, 3 a 5), II. sbor generála Cuchiariho (pěší divize 4, 6, 10 a 19) a III. sbor generála Della Rocca (pěší divize 7, 8, 9 a 16 a Řadová jezdecká divize). Přechod probíhal v pohodové náladě, protože si italské velení stále nedokázalo představit, že by se někde poblíž nacházel nepřítel, navíc chystající se zaútočit.
Rakouská vojska soustředěná paralelně s Italy s mírně přesahujícím pravým křídlem byla připravena zaútočit podle arcivévodova plánu. Ten spočíval v tom, že ve středu jeho sestavy stojící VII. sbor podmaršálka Maročiče na sebe bude vázat střed italské sestavy, vlevo od něj stojící IX. sbor podmaršálka Hartunga bude na začátku bitvy v záloze a posléze se stane čepem kolem kterého se bude točit rakouská sestava. Úplně na levém křídle se nacházelo rakouské Záložní jezdectvo, které mělo znepokojovat italský III. sbor a snažit se ho vylákat co možná nejdále na východ. K rozhodujícímu útoku byl určen V. sbor generála Rodicha a Záložní pěší divize generála Rupprechta na pravém křídle. V. sbor měl napadnout italské levé křídlo a zároveň měla Záložní pěší divize zaútočit přímo na jih mezi italský I. sbor a Mincio a ovládnout strategické mosty přes řeku. V tu chvíli by byla italská armáda zbavena možnosti ústupu a následný pohyb rakouské sestavy se Záložní pěší divizí na řece Mincio a čepem otáčení u IX. sboru by ji tlačil na východ a po částech ničil.

### Jezdecký útok

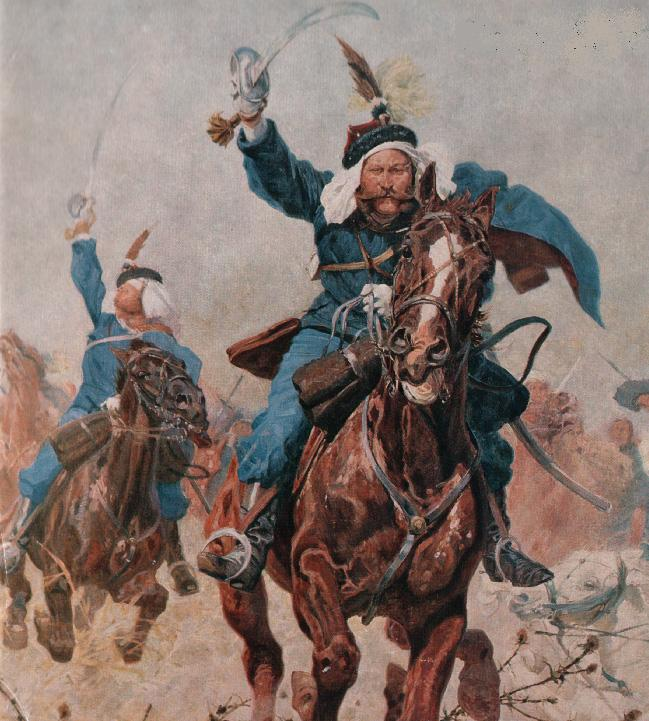
Plukovník Rodakowski v čele pluku Trani
Ludwig Koch 1908

Bitva začala ve čtvrt na osm a to na místě, kde to arcivévoda rozhodně nečekal a hlavně nechtěl. Italský III. sbor přešel po půlnoci řeku Mincio a bez obtíží obsadil vesnici Villafranca. Dále kupředu poslal generál Della Rocca jen pár eskadron jezdeckého pluku Alessandria. Italští jezdci brzy narazili na předvoj rakouského Záložního jezdectva plukovníka Pulzeho. Jezdecké šarvátky se vyvíjely lépe pro Rakušany, ale Italové vždy dokázali ustoupit pod ochranu pěších divizí a dělostřelectva, což rakouské jezdce značně iritovalo. Když pak dal plukovník Pulz rozkaz plukovníku Rodakowskému, aby s jednou eskadronou hulánského pluku Trani č. 13 provedl průzkum, stalo se to čím bylo rakouské jezdectvo proslulé. Rodakowski seřadil celý pluk a vedl ho do útoku přímo na nejbližší čtverec italské pěchoty z brigády Parma. Útokem hulánů se nechal strhnout i císařův husarský pluk č. 1. a vyrazil také. Jezdcům se ve vražedné palbě podařilo rozbít několik čtverců 16. divize korunního prince Umberta a na několika místech proniknout až do italského týlu, kde vyvolali paniku. Následně se museli stáhnout a znovu projet mezi italskou pěchotou. Tento sebevražedný a zcela nesmyslný útok přežilo necelých 200 z 550 jezdců pluku Trani.

### Boje u Oliosi

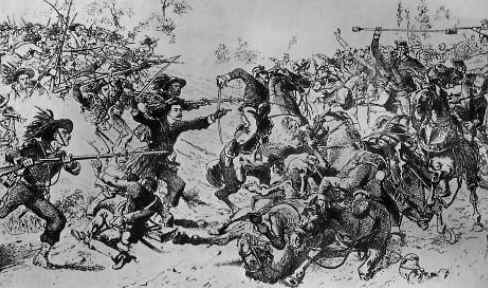
Boje na Monte Cricol

Během jezdeckých bojů na levém křídle se rozhořel i netrpělivě očekávaný boj na opačné straně bojiště. Jednotky V. sboru a Záložní pěší divize konečně dorazily do výchozích prostor a zahájily svůj pokus odříznout Italy od možnosti ústupu. Ovšem brzy po zahájení útoku nastaly komplikace. Ukázalo se, že rakouská Záložní pěší divize je pro splnění svého úkolu příliš slabá, a to jak početně, tak kvalitou. Divize byla postavena narychlo a ne zrovna z prvořadých jednotek (pěší pluky Hohenlohe č. 17 a Degenfeld č. 36, hraničářský pluk Deutche-Banat, doplňovací prapory pluků IR 7 a IR 76 a myslivecké prapory č. 36 a 37). Při postupu k jihu narazila divize u vesnice Oliosi na postupující jednotky italského I. sboru. Rozhořel se poněkud chaotický střetný boj, ve kterém se rychle projevila početní převaha Italů, navíc neustále posilovaných novými silami přicházejícími přes řeku. Jednalo se především o jednotky 5. divize generála Sirtoriho. Rakouská brigáda Benko byla rychle přečíslena a zatlačena až na hřeben hory Monte Cricol, kde se musela bránit zuřivým útokům jak jednotek 5. divize, tak časem i brigád Pisa a Forli od 1. divize.
Veliteli V. sboru generálu Rodichovi, jehož jednotky zatím do boje příliš nezasáhly, začalo být jasné, že se u jeho souseda bitva na pravé straně nevyvíjí dobře. Pochopil, že Rupprechtova divize, místo aby postupovala na mosty přes Mincio, ustupuje. Rodich neváhal ani okamžik, brigádu Mörig si ponechal v záloze a zbylé dvě brigády vyslal na sever do pravého boku útočících Italů. V několik hodin trvajících krvavých bojích se jednotkám brigády Piret podařilo dobýt strategickou ves Oliosi. Když potom Bauerova brigáda odrazila na výšinách Feniletta protiútok brigád Brescia a Valtellina od 5. divize, byla situace na rakouském pravém křídle zachráněna. Minula bezprostřední hrozba, že bude Záložní pěší divize na Monte Cricol obklíčena, ale na nějaký její ofenzivní postup už nemohlo být ani pomyšlení.

### Custoza

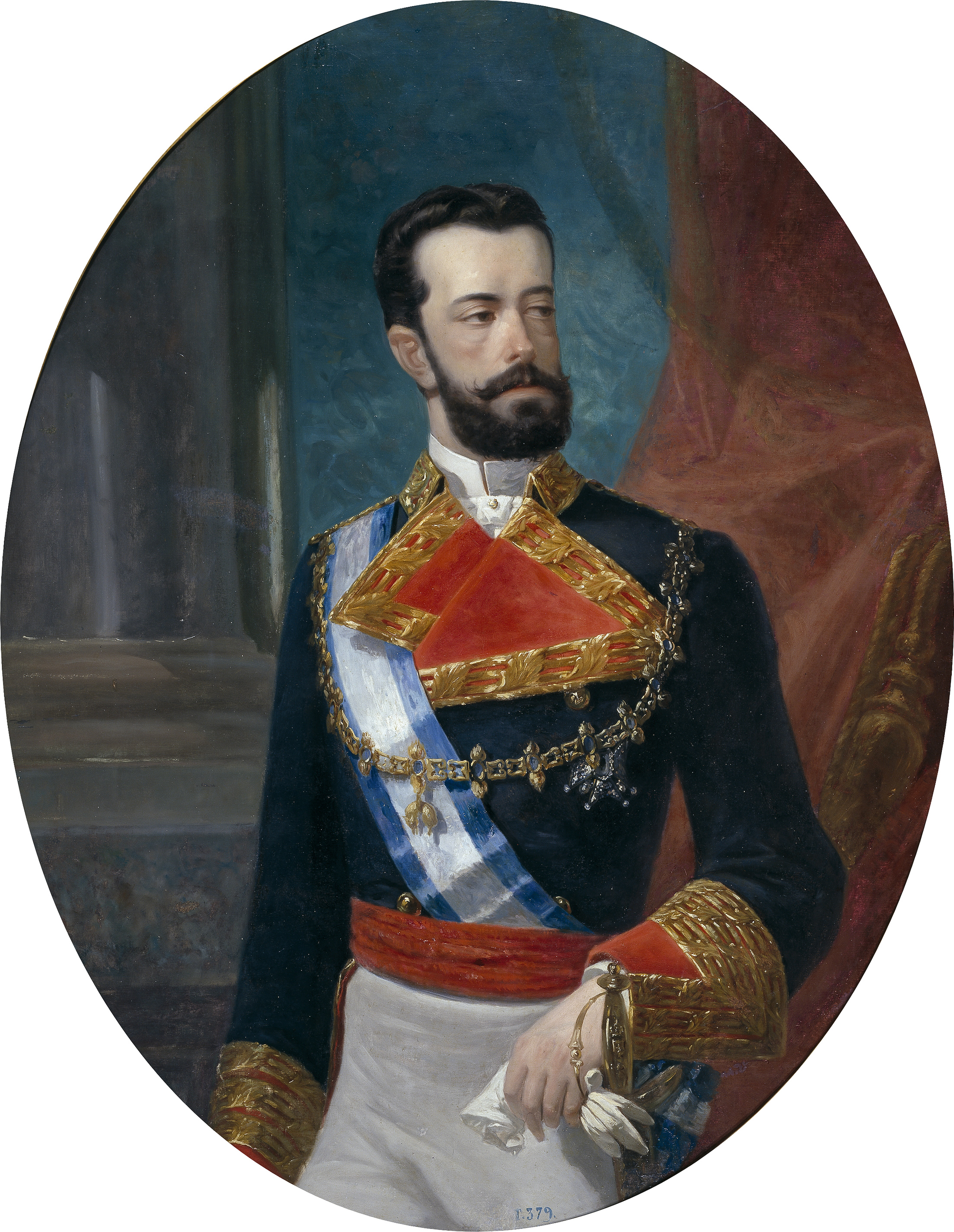
Princ Amadeo I. Savojský

V době, kdy Záložní pěší divize bojovala o přežití na Monte Cricol, stál celý střed rakouské sestavy v klidu v okolí osady Sommacampagna. VII. a IX. sbor čekaly, až se Záložní pěší divize probije k Minciu a začne celý plánovaný pohyb rakouské sestavy na jihovýchod. V té době italský vrchní velitel La Marmora, překvapený tím, že obě jeho křídla narazila na nepřítele, přikázal granátnickým brigádám Brignoneho 3. divize obsadit výšiny nad Custozou a zajistit tak spojení mezi I. sborem vlevo a III. sborem vpravo. Podle tohoto rozkazu začali sardinští granátníci generála di Treville a lombardští granátníci prince Amadea obsazovat Monte Croce a Monte Torre. Tento pohyb zneklidnil podmaršálka Hartunga natolik, že neváhal porušit arcivévodovy rozkazy a na vlastní odpovědnost vyslal brigády Wecbeker a Böcker ze svého IX. sboru proti granátníkům. V těžkém terénu na úpatí Monte Croce a Torre se tak rozhořel urputný zápas, ve kterém měli navrch italští granátníci. Vojáci IX. sboru je nebyli schopni vytlačit z jejich obranných pozic a když už se tak stalo, byli granátníci připraveni dobýt ztracený prostor nazpět bodákovou ztečí.
Když dal podmaršálek Hartung rozkaz k útoku svého sboru, stála severně od něj na Monte Godi jedna brigáda detašovaná od VII. sboru. Její velitel generál Scudier pochopil, že IX. sbor začíná útočit na Monte Croce a považoval za svoji povinnost postoupit vpřed a tím jednak podpořit jeho útok a jednak vykrýt jeho obnažený týl. Sotva ale jeho jednotky postoupily dál na západ na Monte Molimenti pochopil, že narazil na díru v italské obraně. Nezaváhal ani okamžik a hnal svoje muže stále dál přes řídkou clonu italských jednotek. Rakušané prorazili na Monte Arabica, na strmých svazích Monte Belvedere pobrali více než 350 zajatců a nakonec dvě roty pěšího pluku korunního prince Rudolfa vytlačily po tvrdém boji italské jednotky z Custozy a ves obsadily. Scudier se tak dostal hluboko do sestavy nepřítele a ovládl klíčové postavení celého bojiště. To už se ovšem kolem Custozy stahovaly italské posily. Odloučené jednotky sardinských a lombardských granátníků, zálohy Della Roccova III. sboru a 9. divize, kterou tam poslal osobně král. Generál Scudier naznal, že proti takové přesile nemá šanci vesnici udržet, navíc do jeho mužů neustále bily baterie z Monte Torre, a proto se rozhodl ustoupit bez boje. Přes Monte Molimenty se brigáda vrátila tam, odkud vyšla.

### Rozuzlení
Kolem poledního se bitva vyvíjela jednoznačně lépe pro Italy. Generál Durando zastavil útočící rakouské pravé křídlo a zahnal ho do defenzivy. Granátníci úspěšně drželi Monte Croce i Toree a strategická Custoza byla dobyta zpět 9. divizí. Z Della Roccova III. sboru zatím do bojů zasáhla jen část jednotek a čerstvý II. sbor teprve překračoval řeku. V tu chvíli ale prokázal arcivévoda Albrecht nebývalou pružnost. Po konzultaci s Rodichem pochopil, že pravé křídlo nemá dost sil rozhodnout bitvu, opustil tedy nerealizovatelný plán a rozhodl se pro jiný. Cílem už nebylo italskou sestavu obejít, ale rozštípnout vedví. Vyčerpaní vojáci Záložní pěší divize a brigády Piret se vrhli do dalšího útoku, ale tentokrát jen proto aby umožnili V. sboru odpoutat se od nepřítele. Generál Rodich přeskupil svoje brigády do útočných kolon, ale tentokrát s nimi nevyrazil na západ k Minciu, ale na jih k výšinám Santa Lucia a Monte Belvedere nad Custozou. Generál Hartung dostal rozkaz aby se dál snažil dobýt Monte Croce a Monte Torre.
Ve stejnou dobu vyrazila spojka i k podmaršálkovi Maročičovi s rozkazem, aby do útoku na Custozu nasadil i poslední rakouské zálohy – brigády Töply a Welserheimb svého VII. sboru. Tento rozkaz byl prakticky zbytečný, protože podmaršálek, sotva zpozoroval, že V. sbor mění směr útoku a řadí se proti Santa Lucii, pochopil kolik uhodilo a na vlastní odpovědnost nechal své brigády zaútočit směrem na Custozu. Když posel s rozkazem od arcivévody dorazil, útočily už Maročičovy jednotky na svahy Monte Arabica. Jednotky 9. italské divize, a to především 35. a 51 pluk a 34. pluk bersaglierů na Monte Belvedere, kladly statečný odpor, ale po celodenním boji už byli Italové vyčerpaní a náraz čerstvých Maročičových sil nevydrželi. Rakušané ovládli výšiny a po krátkém odpočinku, kolem půl páté, mohl začít společný útok V. a VII. sboru přímo proti Custoze. Italové se ve vesnici drželi statečně, ale když se v jejich týle objevil III. prapor pluku arcivévody Leopolda od V. sboru (který zabloudil během útoku na Monte Belvedere a teď šel za hlasem děl) rozhodli se zahájit ústup za řeku Mincio.

## Po bitvě
Jakmile se zhroutil italský střed, začalo kvapně ustupovat i levé křídlo a zanedlouho zahájil ústup za Mincio i III. sbor od Villafranky. Arcivévoda Albrecht původně uvažoval o pronásledování Italů, ale po konzultaci se sborovými veliteli od toho upustil, protože rakouští vojáci byli po celodenní bitvě v úmorném vedru zcela vyčerpaní. Navíc arcivévoda nechtěl dál riskovat svoje síly, protože správně předpokládal, že jich bude zapotřebí proti Prusku.
Italské velení konsternované nenadálou porážkou ustoupilo až za hranice Benátska. La Marmora k sobě povolal od Pádu Cialdiniho sbor, ale přistoupit k jakékoliv ofenzivní akci se už neodvážil. Italská armáda postoupila do Benátska až poté, co se 5. července v pařížském Le Moniteur objevila zpráva, že František Josef I. podstoupil Benátsko Napoleonovi III. Ve stejnou dobu obdržel arcivévoda Albrecht zprávu o porážce rakouské armády u Hradce Králové a nikým neobtěžován zahájil přesun dvou svých sborů na obranu Vídně. V Itálii, tak zůstal pouze VII. sbor, aby zabránil případnému postupu Italské armády do jižního Tyrolska.

## Zajímavosti
- Bitvy se zúčastnily čtyři pluky ze Zemí Koruny české:
  - pražský pěší pluk Benedek č. 28 (V. sbor, brigáda Bauer)
  - olomoucký pěší pluk Grueber č. 54 (V. sbor, brigáda Möring)
  - jindřichohradecký pěší pluk Crenneville č. 75 (V. sbor, brigáda Piret)
  - mladoboleslavský pěší pluk Degenfeld č. 36 (Záložní pěší divize, brigáda prince Výmarského)

- Výročí bitvy u Custozy 24. června 1866 se stalo nejfrekventovanějším datem pamětních dní pluků Rakouského císařství, respektive Rakouska-Uherska. Ve schematismu c. k. armády z roku 1914 slavilo výročí bitvy jako svůj pamětní den 37 jednotek.[3]